# 恰伊朱馬

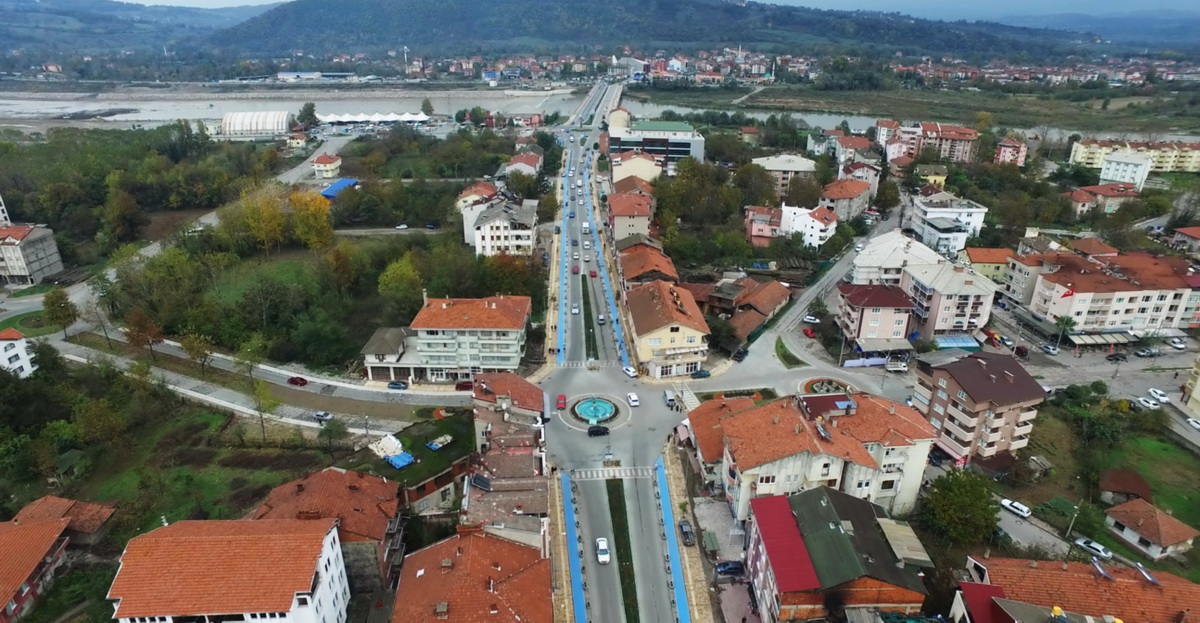
A view of Çaycuma (2016)

恰伊朱馬是土耳其的城鎮，由宗古爾達克省負責管轄，位於該國北部，距離黑海沿岸25公里，面積392平方公里，主要經濟活動有農業，2009年人口22,469。